# Larra-Belagua
Larra-Belagua es una estación de esquí nórdico de Navarra.

## Ubicación
Situada en los Pirineos, se encuentra en el macizo de Larra-Belagua, a 12 km de Isaba en el valle de Roncal. Tiene su sede en el refugio de Belagua.

## Historia
En Larra se practica esquí nórdico desde los años 1970 y en los años 1980 se renovaron las pistas de esquí. A partir de 1988, el Gobierno de Navarra y las Asambleas del Valle de Roncal comenzaron a construir el complejo. En 2005 se acordó el proyecto final y el complejo fue inaugurado el 24 de enero de 2008.
La estación de esquí no fue del agrado de todos, la asociación ecologista Larra-Belagua presentó una denuncia ante el Departamento de Medio Ambiente del Gobierno de Navarra al considerar que no se había cumplido la normativa de protección de aves durante su construcción.

## Pistas

Mapa de la estación.

Dispone de 9 pistas para esquí nórdico, 2 verdes, 4 azules, 1 roja y 2 negras. La pista de Eskilzarra es un sendero entre hayas.

## Puntos de partida
- Desde el valle de Salazar: NA-140;
- Desde el valle de Ansó: NA-176 o NA-2000;
- Desde el cantón de Montaña Vasca o Isaba: NA-1370.